# Effectif des équipes au Championnat d'Europe de football 2020
Cet article énonce les listes des joueurs de chaque équipe participant à l'Euro 2020 dans 11 villes d'Europe (11 juin-11 juillet 2021).
En raison de la situation sanitaire liée à la pandémie de Covid-19, chaque nation peut présenter une liste de 26 joueurs, dont trois doivent être des gardiens. Chaque liste doit être définitive avant le 1er juin 2021. Cependant, maximum 23 joueurs seront inscrits sur la feuille de match (conformément à la Loi 3 des Lois du Jeu de l’IFAB, qui autorise au maximum 12 remplaçants pour les matches des équipes nationales A). Après la soumission de la liste définitive de joueurs, le règlement actuel autorise un nombre illimité de remplacements en cas de blessure ou de maladie grave avant le premier match, sous réserve de la présentation d’un certificat médical.
À des fins de clarté, les joueurs testés positifs au Covid-19 ou qui ont été déclarés « cas contact » de personnes testées positives – et doivent donc être mis en quarantaine – sur décision des autorités compétentes sont considérés comme des cas de maladie grave et peuvent donc être remplacés avant le premier match, sous réserve de l’approbation de l’Administration de l’UEFA.
Les nouvelles dispositions autoriseront aussi le remplacement des gardiens avant chaque match du tournoi en cas d’incapacité physique, même si un ou deux gardiens de la liste de joueurs sont encore disponibles.
Afin de garantir l’intégrité de la compétition, un joueur qui a été remplacé sur la liste de joueurs ne pourra plus y figurer.
Les âges et le nombre de sélections des footballeurs sont ceux au début de la compétition.

## Joueurs par championnat
620 joueurs ont été sélectionnés pour cet Euro. Voici le tableau récapitulatif des joueurs par championnat :
| Position | Pays       | Championnat    | Nombre de joueurs |
| -------- | ---------- | -------------- | --- |
| 1re      | Angleterre | Premier League | 116 joueurs- 16 joueurs : Chelsea FC, Manchester City - 10 joueurs : Manchester United - 8 joueurs : Liverpool FC - 7 joueurs : Leeds United, Tottenham Hotspur, Wolverhampton - 6 joueurs : Leicester City - 5 joueurs : Brighton & Hove Albion - 4 joueurs : Arsenal, Cristal Palace, Everton FC, Newcastle, Southampton - 3 joueurs : Aston Villa - 2 joueurs : Fulham, Sheffield United - 1 joueur : Burnley, West Bromwich Albion |
| ?        | Italie     | Serie A        | 72 joueurs- 12 joueurs : Juventus - 9 joueurs : Atalanta Bergame - 8 joueurs : Inter Milan, SSC Naples - 6 joueurs : Sassuolo - 5 joueurs : Milan AC - 4 joueurs : Sampdoria de Gênes, Torino FC - 3 joueurs : Bologne FC - 2 joueurs : Genoa CFC, SS Lazio, Parme Calcio 1913, AS Rome, Hellas Verone - 1 joueur : Benevento Calcio, Fiorentina AC, Udinese Calcio                                                                    |
| ?        | France     | Ligue 1        | 27 joueurs- 7 joueurs : Lille OSC - 6 joueurs : Paris-Saint-Germain - 4 joueurs : Olympique Lyonnais - 3 joueurs : AS Monaco - 2 joueurs : Olympique de Marseille, OGC Nice - 1 joueur : Girondins de Bordeaux, Stade Rennais, RC Strasbourg |
| ?        | Angleterre | Championship   | 25 joueurs- 4 joueurs : Brentford FC, Norwich City - 3 joueurs : Luton Town, Stoke City - 2 joueurs : AFC Bournemouth, Derby County, Queens Park Rangers, Watford FC - 1 joueur : Barnsley FC, Bristol City, Nottingam Forrest |
| ?        | Turquie    | Süper Lig      | 11 joueurs- 3 joueurs : Fernerbahçe SK, Galatasaray SK - 2 joueurs : Beşiktas JK, Trabzonspor - 1 joueur : Istanbul Başakşehir |

## Groupe B

### Danemark
La liste des 26 joueurs est annoncée le 25 mai 2020.

### Finlande
La liste des 26 joueurs est annoncée le 1er juin.

### Belgique
La liste des 26 joueurs est annoncée le 17 mai.

## Groupe C

### Ukraine
La liste des 26 joueurs est annoncée le 1er juin.

### Autriche
La liste des 26 joueurs est annoncée le 1er juin.

### Macédoine du Nord
La liste des 26 joueurs est annoncée le 20 mai.

## Groupe D

### Angleterre
La liste des 26 joueurs est annoncée le 1er juin.

### Écosse
La liste des 26 joueurs est annoncée le 20 mai.

## Groupe F

### Allemagne
La liste des 26 joueurs est annoncée le 19 mai.